# بخش‌های شهر نیویورک
کلان‌شهر نیویورک (به انگلیسی: New York) از پنج منطقه (به انگلیسی: Borough) مهم و تاریخی به نام‌های منهتن، بروکلین، کوینز، برانکس و استاتن آیلند تشکیل شده‌است.

نکته: هردو فرودگاه JFK و LGA در کویینز قرار دارند و هردو با رنگ قهوه‌ای در نقشه نشان داده شده‌اند.

## منهتن
مَنهَتَن (به انگلیسی: Manhattan) از معروفترین بخش های شهر نیویورک و مرکز اقتصادی و اداری آن، و از نظر تاریخی محل ایجاد آن است. منهتن در ۱ نوامبر ۱۶۸۳ ایجاد شده و از لحاظ تراکم جمعیت، منهتن متراکم‌ترین نقطه آمریکا با ۲۵٬۸۴۶ نفر در هر کیلومتر مربع می‌باشد. سازمان ملل متحد و بازار بورس نیویورک در این قسمت قرار دارند. این بخش شامل بیشتر جزیره منهتن، محدود به رود هادسون، رودخانه ایست، و رود هارلم، چند جزیرهٔ کوچک مجاور آن؛ و محله کوچک ماربل هیلز در برانکس است که چسبیده به سرزمین اصلی ایالات متحده آمریکا است و رود هارلم آن را از بقیه منهتن جدا می‌کند.

## بروکلین
بروکلین (به انگلیسی: Brooklyn) یکی از قدیمی‌ترین محلات شهری شهر نیویورک و همچنین پر جمعیت‌ترین بخش در کلان‌شهر نیویورک و چهارمین منطقه پرجمعیت ایالات متحده آمریکا با جمعیتی بالغ بر ۲٫۵ میلیون نفر جمعیت است. محله بروکلین در بخش کینگز قرار دارد.

## کوینز
کوینز (به انگلیسی: Queens) یکی از مناطق پنج‌گانه شهر نیویورک و از لحاظ مساحت بزرگ‌ترین بخش از بخش‌های پنج‌گانه کلان شهر نیویورک است. دو فرودگاه بزرگ شهر نیویورک در بخش کوینز قرار دارند.
منطقه کوینز از لحاظ آماری دارای بیشترین جمعیت مهاجر در سرتاسر ایالات متحده آمریکا است. تقریباً ۴۴٪ سکنه کوینز مهاجرین رنگین‌پوست از نقاط مختلف جهان هستند.

## برانکس
برانکس (به انگلیسی: The Bronx) در شمالی‌ترین منطقه شهر نیویورک و در شمال بخش منهتن قرار دارد. بخش برانکس یکی از مهم‌ترین بخش‌های شهر نیویورک است.

## استاتن آیلند
استاتن آیلند (به انگلیسی: Staten Island) جزیره‌ای است که در جنوبی‌ترین ناحیه شهر نیویورک و در بخش ریچموند قرار دارد.